# Brezovo Polje (distrikt Brčko)
Brezovo Polje je naseljeno mjesto u sastavu distrikta Brčko, BiH.

## Stanovništvo
| Brezovo Polje      |                |              |                |
| godina popisa      | 1991.          | 1981.        | 1971.          |
| Muslimani          | 1.158 (83,12%) | 931 (65,42%) | 1.150 (87,18%) |
| Srbi               | 89 (6,38%)     | 114 (8,01%)  | 106 (8,03%)    |
| Hrvati             | 11 (0,78%)     | 9 (0,63%)    | 8 (0,60%)      |
| Jugoslaveni        | 96 (6,89%)     | 346 (24,31%) | 16 (1,21%)     |
| ostali i nepoznato | 39 (2,79%)     | 23 (1,61%)   | 39 (2,95%)     |
| ukupno             | 1.393          | 1.423        | 1.319          |

## Vanjske poveznice
- Satelitska snimka